# Beyhan Sultan
Beyhan Sultan (en turco otomano: بیحان سلطان‎; "líder de reyes") (Trebisonda, c.1493 — Skopie, c. 1557) fue una princesa otomana, hija de Selim l y de Ayse Hafsa Sultan, fue hermana del Sultan Solimán el Magnífico.

## Vida
Nació en 1493 en Trebisonda, Imperio otomano, durante el reinado de su abuelo, Bayezid II. Fue hija del sultán Selim l,  y de Ayşe Hafsa Sultan. Beyhan pudo tener una vida relativamente feliz ya que tuvo varias hermanas a su lado, especiamente durante su infancia
Se sabe que Beyhan y Fatma Sultan, acompañaron a su hermano Solimán a su provinciado a Caffa (actual Feodosia), como bien dictaba la ley que las hermanas completas y solteras del príncipe debían acompañarlo. Hatice, la mayor, no los acompañó ya que se acababa de casar.
En 1513 y a pedido de su padre, se casó con Damat Ferhad Paşa, con quien tuvo un matrimonio muy feliz. Ellos tuvieron varios hijos pero a todos se les desconoce su nombre. Solo hay una hija de la cual se conoce: Ismihan. Se sabe que Ismihan nació alrededor de 1519, y que en 1539 estaba casada con un jeque.
En 1520, su hermano Solimán asumió al trono otomano. Su esposo comenzó a cometer una serie de errores con su puesto, sobornando y amenazando gente. Solimán pensó en ejecutarlo, pero Ayşe Hafsa Sultan logró intervenir la primera vez por el bien de su hija Beyhan. Aun así, Ferhad no entendió la primera advertencia y finalmente el 1 de noviembre de 1524, su esposo fue ejecutado por órdenes de Solimán el Magnífico. 
Desde ese día, Beyhan se alejó de su hermano, se autoexilió en Skopie, en ese entonces territorio otomano, y se negó a casarse de nuevo, la lealtad a su esposo superó a la lealtad hacia su familia, algo no muy normal.

## Descendencia
- Ismihan Hanım Sultan (c.1519 — ¿?), se casó con uno de los jeques de la época y parece no haber estado muy cerca de su madre. Falleció durante el reinado de su primo, Selim II.

Se sabe que tuvo varios hijos más, los cuáles eran nombrados en algunas cartas de sus hermanas. De hecho se sabe que uno de sus hijos participaron en la Tercera Guerra Otomano-Veneciana.

## Muerte
Debido a qué se alejó por completo de toda su familia, se encuentran pocos registros sobre ella, desconociendo su fecha de muerte. Su fecha de muerte más aceptada hoy en día es en 1557, durante el reinado de su hermano, en Skopie. 
Fue trasladada a su país nuevamente donde fue enterrada en la mezquita de su padre. Hoy en día se sigue debatiendo en qué año falleció, se pone en teoría como 1549, 1553, 1559 y 1565.

## En la cultura popular
En la serie de televisión turca Muhteşem yüzyıl, Beyhan Sultan es interpretada por la actriz turca Pınar Çağlar Gençtürk. La historia retratada en la novela a diferencia de la de Hatice Sultan, es bastante fiel a la de la vida real.